# 平野雅龍
平野 雅龍（ひらの がりゅう、1957年5月15日 - 2016年5月25日）は、岩手県北上市出身の空手家。国際総合武道教育連盟総裁、空手道牙城會館創始館長。元・全日本フルコンタクト空手道連盟理事。教士八段。

## 人物
幼少より武道を修練し、柔道、剛柔流空手、極真空手などを修行した後、自ら「創拳道」を興し、さらに大道塾など、多種の武道を研鑽して1989年（平成元年）に空手道牙城會館を設立。2000年（平成12年）には武道教育を通じての人材育成、各種武道団体との交流推進を指標として、国際総合武道教育連盟を発足させた。
現在、岩手県北上市を中心に県内各地に支部を開設し空手指導を行う一方、連盟加盟団体との交流を深めている。国際総合武道教育連盟総裁、特定非営利活動法人国際科学技術協議会副総裁、世界空手拳法協会理事、中国上海市にて武当気功委員会顧問、日本武当気功委員会岩手県本部長、財団法人日本体育協会認定員、岩手県ジュニア空手道連盟会長、牙城空手スポーツ少年団代表等の要職を歴任。また、2013年に設立された全日本フルコンタクト空手道連盟（理事長・緑健児新極真会代表理事）に参画し、理事に就任した。
平野雅龍が率いる国際総合武道教育連盟・空手道牙城會館主催の空手道錬成大会では、大会役員には参議院議員の平野達男、岩手県知事の達増拓也などの政界著名人が名を連ねている。
2016年5月、白蓮会館伊藤道場（伊藤颯海）のブログで、逝去していた事が公表された。59歳没。